# George Drew Fanshaw
George Drew Fanshaw, britanski general, * 1901, † 1991.